# Бывалов, Евгений Сергеевич
Евгений Сергеевич Бывалов (литературный псевдоним ― Зюйд-Вест; 24 декабря 1875, Мариуполь ― 3 октября 1943, Москва) ― русский советский писатель.

## Биография
Родился в 1875 году в Мариуполе в семье мелкого почтового чиновника. Обучался в мореходных классах, однако всего курса не окончил. С 14 лет занимался рыболовством, в 16 лет пошёл служить матросом в торговом флоте, а в перерывах между рейсами работал переводчиком на таможне. Плавал в основном в Тихом океане, совершал рейсы между Сан-Франциско и Новозеландским архипелагом.
Прибыв в Константинополь, бросил службу. Возвратился в Россию только в 1916 году. В 1917 году стал членом ВКП(б).
Писательскую деятельность начал в 1921 году, в возрасте 46 лет. Публиковался в журналах «Красный флот», «Борьба миров», «Смена», «На вахте», «Молодая гвардия», «Пионер». Главные произведения ― повести «Дети палубы», «Человек с палубы», «Полундра» (была экранизирована в 1928 году), «Двадцать четыре и один». Все они посвящены морским плаванием, затрагивается тема революции. Бывалов был литературно близок к Чарльзу Диккенсу, Редьярду Киплингу и Уильяму Джекобсу.
Скончался 3 октября 1943 года. Останки захоронены в колумбарии Новодевичьего кладбища в Москве.